# Talsperre Nadschran
Die Talsperre Nadschran bzw. Talsperre Al-Madik liegt im Wadi Nadschran in der Provinz Nadschran, Saudi-Arabien. Die Stadt Nadschran befindet sich ungefähr 15 km nordöstlich der Talsperre.
Die Talsperre wurde im Jahre 1982 (1400 nach islamischer Zeitrechnung) fertiggestellt. Sie dient neben dem Hochwasserschutz auch dem Auffüllen eines Grundwasserreservoirs. Sie ist im Besitz des Ministry of Water and Electricity (MOWE) und wird auch von MOWE betrieben.

## Absperrbauwerk
Das Absperrbauwerk ist eine Bogenstaumauer aus Beton mit einer Höhe von 73 m über der Gründungssohle. Das Volumen der Staumauer umfasst 110.000 m³. Die Staumauer verfügt sowohl über einen Grundablass als auch über eine Hochwasserentlastung. Über die Hochwasserentlastung können maximal 8.200 m³/s abgeleitet werden.

## Stausee
Bei Vollstau fasst der Stausee rund 86 Mio. m³ Wasser.

## Sonstiges
Die Gesamtkosten für das Projekt betrug 772 Mio. SAR.